# Municipio de Viļaka
El municipio de Viļaka (en Letón: Viļakas novads) es uno de los ciento diez municipios de Letonia, que abarca una pequeña porción del territorio de dicho país báltico. Fue creado durante el año 2009 después de una reorganización territorial. La ciudad capital es la ciudad de Viļaka.

## Ciudades y zonas rurales
- Kupravas pagasts (zona rural)
- Medņevas pagasts (zona rural)
- Susāju pagasts (zona rural)
- Šķilbēnu pagasts (zona rural)
- Vecumu pagasts (zona rural)
- Viļaka (ciudad)
- Žīguru pagasts (zona rural)

## Población y territorio
Su población se encuentra compuesta por un total de 6.545 personas (2009). La superficie de este municipio abarca una extensión de territorio de unos 639,7 kilómetros cuadrados. La densidad poblacional es de 10,23 habitantes por cada kilómetro cuadrado.